# Ponciano Corral
Ponciano Corral Acosta (1805 - 1855) était un militaire et homme politique nicaraguayen.

## Biographie
Il fut président du Nicaragua de fait entre le 12 et le 20 mars 1855 après la mort de Fruto Chamorro Pérez. Son objectif, qu'il partage avec José Maria Estrada est de transformer la guerre civile nicaraguayenne (1854-1855) en une guerre nationale de libération contre le mercenaire américain William Walker.
Il fut maire de la ville de Granada en 1837, puis ministre dans le gouvernement de José Laureano Pineda.
À la mi-1850, il combat les forces de William Walker au côté de José María Estrada.
Avec la chute de la ville de Granada, il est invité par Walker à la rejoindre dans la ville de Rivas pour discuter de la paix. D'abord réticent, il veut éviter toute effusion de sang, et signe un accord le 23 octobre 1855. Selon cet accord, Patricio Rivas devient président provisoire, Corral est ministre de la Guerre et Walker, commandant général des armées.
Se rendant compte que tout le pouvoir est aux mains de Walker, il écrit au général Tomás Martínez qui tient Managua et sollicite l'intervention du Guatemala et du Salvador. La correspondance étant tombé entre les mains de Walker, ce dernier le fait fusiller comme traître.
Il est considéré à Granada comme un héros local.